# Schöningen
Schöningen est une ville de l'arrondissement de Helmstedt, dans le Land de Basse-Saxe en Allemagne. 

## Géographie

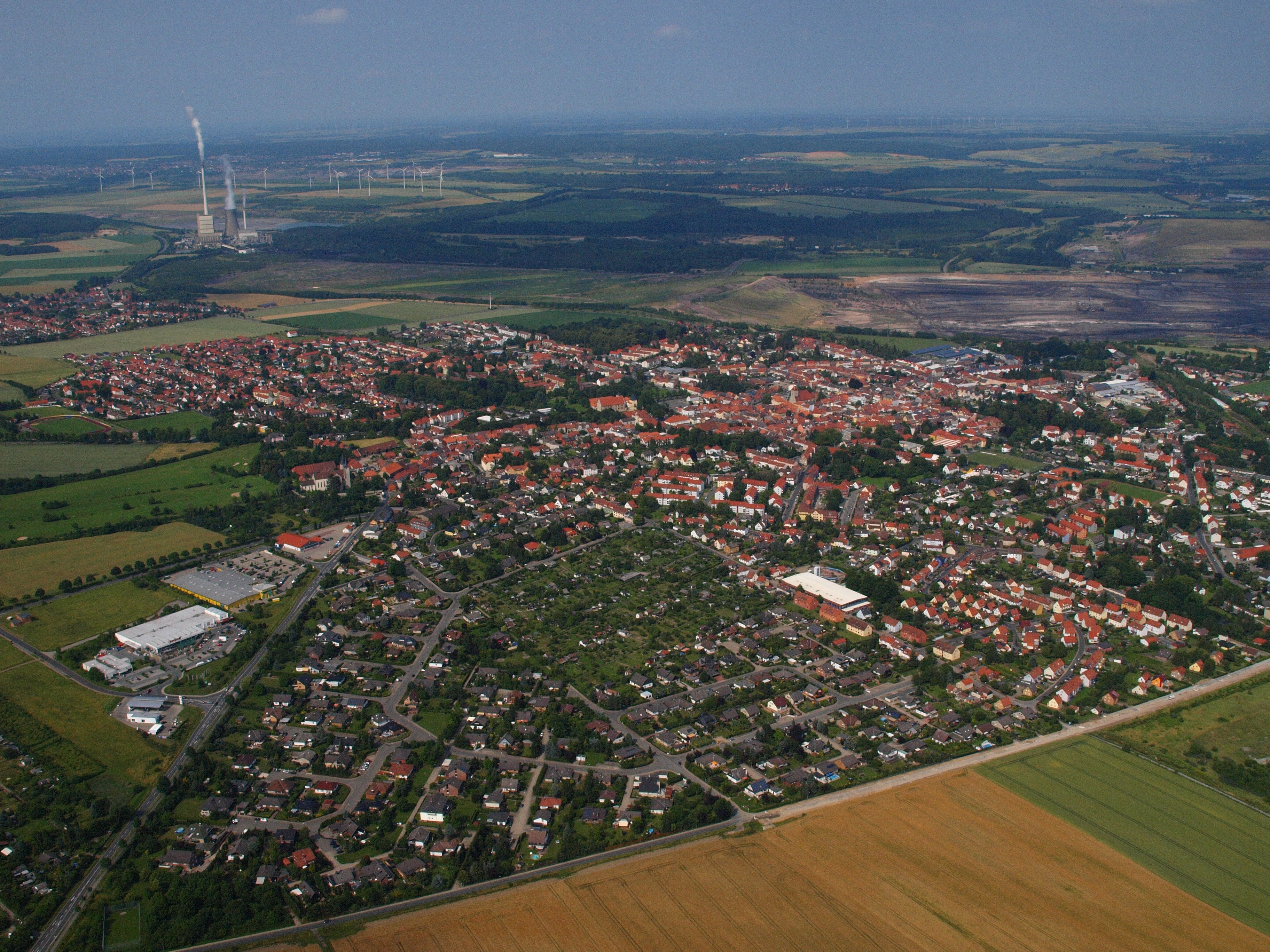
Vue aérienne.

La ville est située au pied des collines de l'Elm, à environ 11 kilomètres au sud-est de Brunswick, près de la frontière avec le Land de Saxe-Anhalt. 
Schöningen est une étape sur la route allemande des maisons à colombages. Dans sa forme actuelle, la commune a été créée en 1974 par la fusion des municipalités d'Esbeck, Hoiersdorf et Schöningen.
La Bundesstraße 244 (Dedelstorf–Elbingerode) et la Bundesstraße 82 (Schöningen–Goslar–Seesen) se croisent au sud-ouest de la ville. 

## Préhistoire
Schöningen est célèbre pour ses lances de Schöningen (en), huit anciennes lances et une pique en bois, trouvées dans une mine de lignite à ciel ouvert, à proximité de la ville. Les lances sont vieilles d'environ 300 000 ans, ce qui les place parmi les objets en bois les plus anciens jamais trouvés. Leur âge les attribue soit à Homo heidelbergensis, soit aux Néandertaliens.
Les fouilles sont toujours en cours. Le bilan total des découvertes sur le site inclut huit lances ou épieux d’une taille comprise entre 1,80 m et 2,40 m qui ont été mis au jour entre 1994 et 1995, ainsi qu'un bâton de jet de 64,5 cm de long et de 2,9 cm de large pour un poids de 264 g exhumé en 2016. Daté d'environ 300 000 ans, cela en fait le plus vieux bâton de jet connu en 2020. Un musée de recherche a été ouvert au public en 2013.

## Historique
Le lieu de Scahaningi est mentionné pour la première fois dans un acte de 747, il s'agit donc l'un des plus anciens de la région. C'est ici que se situait à l'époque carolingienne un palais royal et également une saline ; le roi Pépin le Bref et son fils Charlemagne y séjournèrent. Au temps du Saint-Empire, en 994 et 995 le roi Otton III tient sa cour plusieurs fois à Schöningen, lieu présumé de naissance de son archichancelier, l'archevêque Willigis de Mayence. Un chapitre des chanoines réguliers de saint Augustin a été fondé en 1120. Au XIIIe siècle, les domaines étaient la propriété de l'ordre Teutonique et des seigneurs de Warberg. 

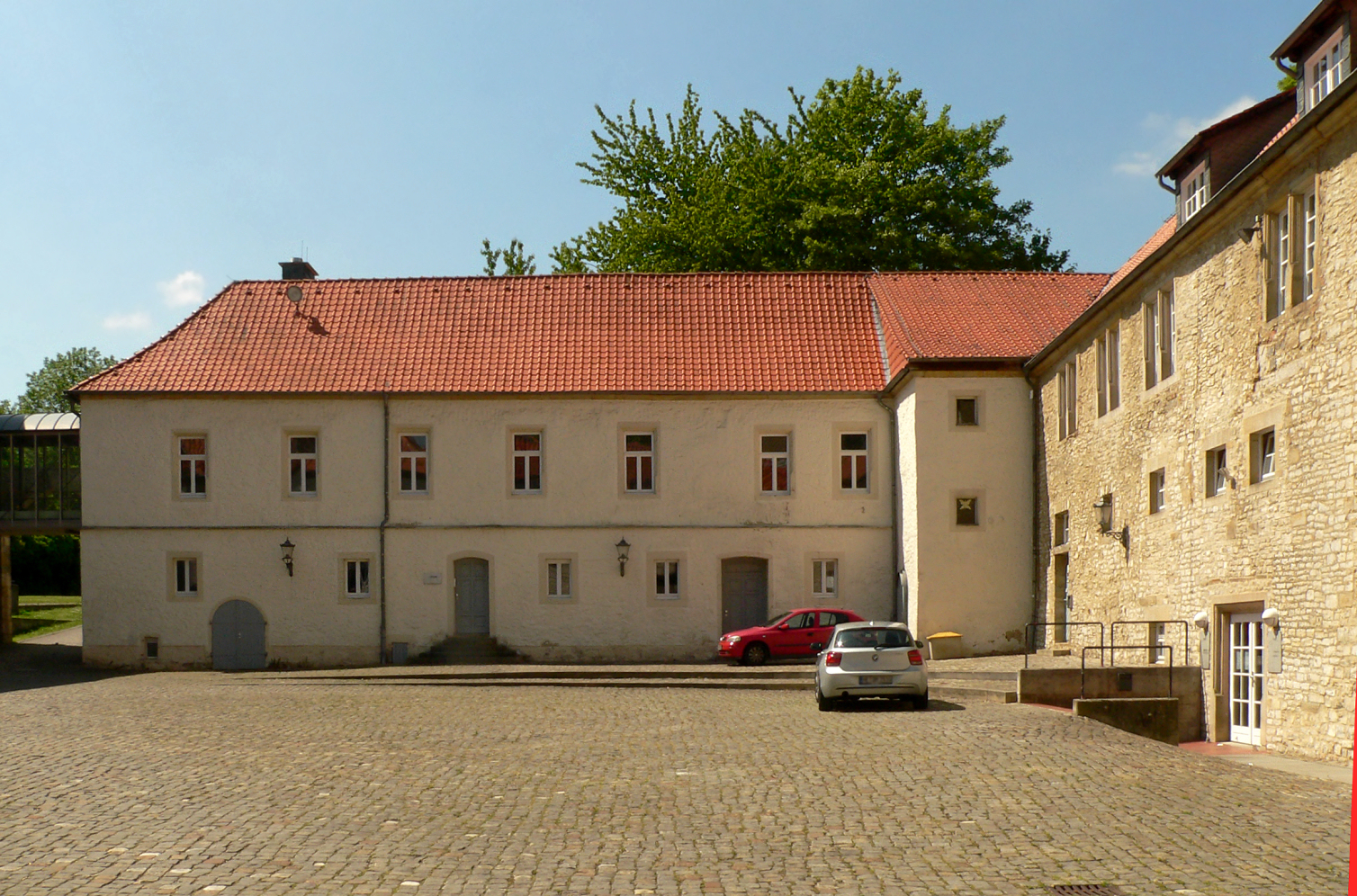
La cour du château.

Vers 1350, le duc Magnus Ier de Brunswick-Wolfenbüttel, issu de la dynastie des Welf y fit construire un château afin d'assurer l'intégrité de la frontière avec l'évêché de Halberstadt voisin. La forteresse fut dévastée pendant la guerre de Smalkalde en 1542, lorsque les troupes de la ligue de Smalkalde faisaient une guerre de religion contre le duc catholique Henri II le Jeune. Peu tard, le 15 octobre, la paroisse a été visitée par le réformateur Johannes Bugenhagen.
Le château servit de résidence à la veuve du duc Henri II, Sophie Jagellon (1522-1575) ; de la même façon, Élisabeth de Danemark (1573-1626), veuve du duc Henri-Jules, et Anne-Sophie de Brandebourg (1598-1659), veuve du duc Frédéric-Ulrich, ont vécu ici. Ces femmes firent reconstruire le complexe du château comme leur résidence en style de la Renaissance. En 1639, au milieu de la guerre de Trente Ans, Anne-Sophie fonda une école latine (Anna-Sophianeum) à Schöningen. Sa sœur cadette, Catherine de Brandebourg, mourait ici en 1644.
Anne-Sophie de Brunswick-Wolfenbüttel (1659-1742), fille du duc Antoine-Ulrich et épouse du margrave Charles-Gustave de Bade-Durlach, a vécu à Schöningen de 1679 à 1683. Le 25 janvier 1681, sa sœur Élisabeth-Éléonore y épouse le duc Bernard Ier de Saxe-Meiningen. En 1733, le prince Frédéric II de Prusse y a passé la nuit avant son arrivée à la cérémonie du mariage avec Élisabeth-Christine de Brunswick-Wolfenbüttel-Bevern.

## Jumelages
La ville de Schöningen est jumelée avec :
- Beni Hassen (Tunisie) depuis 1955
- Oschersleben (Allemagne) depuis 1990
- Zolotchiv (Ukraine) depuis 1996
- Outokumpu (Finlande) depuis 2000

## Personnalités liées à la commune

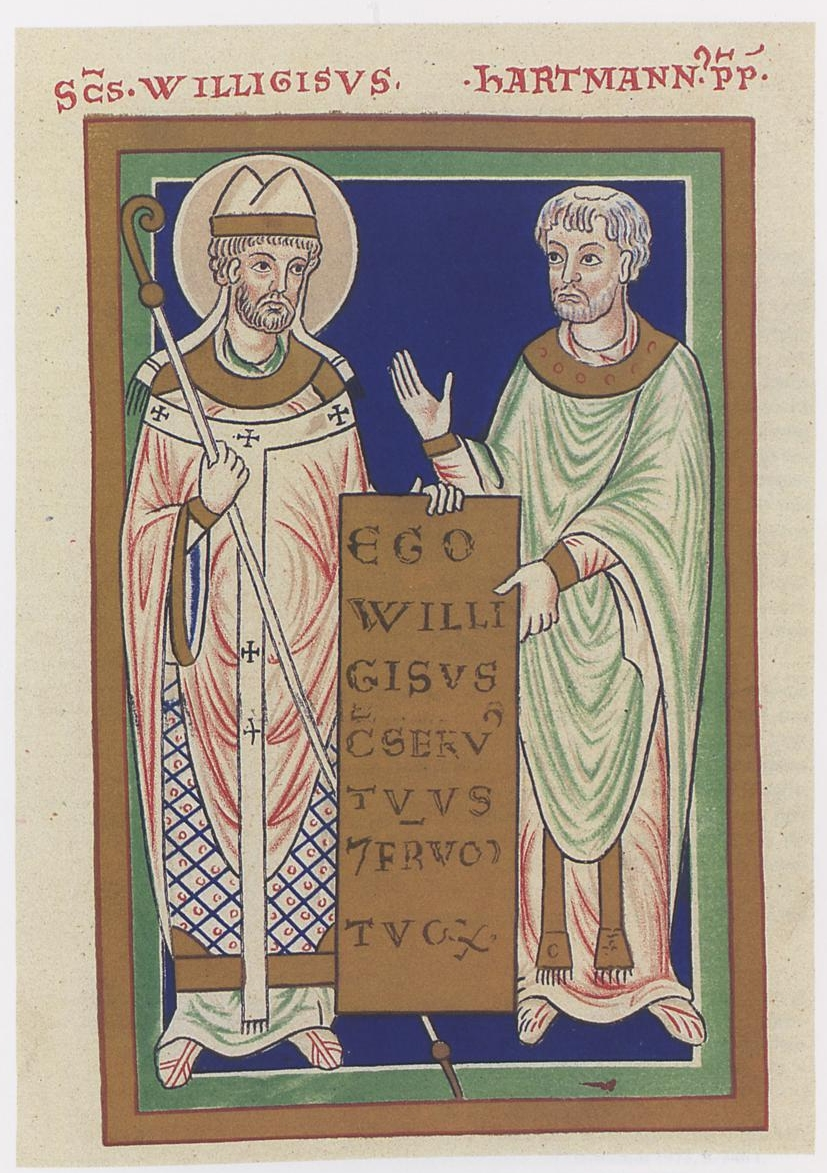
Willigis de Mayence.

- Willigis (v.940-1011), archevêque de Mayence ;
- Andreas Heinrich Bucholtz (1607-1671), théologien luthérien ;
- Hermann Klaue (1912-2001), ingénieur et inventeur ;
- Helga Pilarczyk (1925-2011), chanteuse d'opéra ;
- Reimar Oltmanns (né en 1949), journaliste et écrivain.